# آرمن مارتیروسیان
آرمن مارتیروسیان (ارمنی: Արմեն Արամայիսի (Ռուդոլֆի) Մարտիրոսյան؛ انگلیسی: ARMEN MARTIROSYAN؛ زاده ۳۰ آوریل ۱۹۴۳ - درگذشته ۳۰ ژوئیه ۲۰۰۹) شاعر و نویسنده اهل ارمنستان بود.

## زندگی‌نامه
در سال ۱۹۴۳ در کیروواکان ارمنستان شوروی، به دنیا آمد. در سال ۱۹۶۴ در رشته زبان و ادبیات از «انستیتوی تربیت معلم ایروان» فارغ‌التحصیل شد و پس از مدتی آموزگاری، از سال ۱۹۶۸ در رادیو و تلویزیون ارمنستان مشغول به کار گردید. وی در سال ۱۹۷۵ به عضویت اتحادیه نویسندگان ارمنستان درآمد.

## کتابشناسی
- Nerashkharhi lṛutʻyun (۲۰۰۸)
- Siro shghtʻa (۲۰۰۳)
- Maze kamurj (سه جلد ۲۰۰۲)
- Zhamergutʻyun (۲۰۰۱)
- Tʻṛchʻunner (۱۹۷۸)